# Vaaben fra luften
|  | Denne artikel er oprettet af botten Steenthbot ud fra en ekstern database. Den kan derfor have sproglige fejl eller mangler. Denne skabelon kan fjernes efter kontrol af indholdet. |

Vaaben fra luften er en dansk dokumentarisk optagelse fra 1945.

## Handling
Fem mænd lytter til særmeldinger på radioen hjemme i de små stuer. Håndvåben medbringes af den enkelte til aktionen. Gruppen mødes på et aftalt sted. Nedkastningsområdet beses i dagslys. Mænd er placeret med lygter og markerer nedkastningsområdet for piloten. Cylindere med våben lander med faldskærme. De læsses på lastvogne og fragtes til et sikkert sted.
Jf. Frihedsmuseets oplysninger er filmen en nøjagtig rekonstruktion af den sidste våbenmodtagelse fra England i april 1945 på Falster.